# Șoltuz
Șoltuzul (din germană Schultheiß, pătruns în limba română pe filieră slovacă, Šoltýs, polonă, sołtys sau maghiară, soltész, în latină Scultetus sau Sculteti de asemenea) era cârmuitorul (i.e., primarul) unui oraș din Principatul Moldovei în Evul Mediu. Acesta era ajutat în activitatea sa de un sfat format din 6-12 pârgari.
După A.D. Xenopol, această denumire este de origine germanică, provenind din termenul germanic medieval de Scholtheisse (modern Schultheiss).
În Principatul Munteniei, echivalentul șoltuzului era județul.